# Darklands
Darklands é o segundo álbum da banda de rock alternativo escocesa The Jesus and Mary Chain, lançado em Setembro de 1987. Diferente do álbum anterior, uma caixa de ritmos foi usada no lugar do baterista Bobby Gillespie, que deixou a banda para seguir carreira com o Primal Scream. Esse álbum marca a virada da banda, que foi do selvagem noise pop de Psychocandy, para um indie/rock alternativo mais melódico.
Os vocais são de Jim Reid, com exceção de "Darklands," "Nine Million Rainy Days" e "On the Wall," cantados por William Reid.
| Críticas profissionais                                                      | Críticas profissionais |
| Avaliações da crítica                                                       | Avaliações da crítica  |
| Fonte                                                                       | Avaliação              |
| --------------------------------------------------------------------------- | ---------------------- |
| Allmusic                                                                    | [ 2 ]                  |
| Pitchfork Media                                                             | (7.8/10)               |
| Robert Christgau                                                            | (B+)                   |
| Rolling Stone                                                               | (favorável)            |
| Esta tabela precisa de ser acompanhada por texto em prosa. Consulte o guia. |                        |

## Faixas
1. "Darklands" – 5:29
2. "Deep One Perfect Morning" – 2:43
3. "Happy When It Rains" – 3:36
4. "Down on Me" – 2:36
5. "Nine Million Rainy Days" – 4:29
6. "April Skies" – 4:00
7. "Fall" – 2:28
8. "Cherry Came Too" – 3:06
9. "On the Wall" – 5:05
10. "About You" – 2:33

## Posição nas paradas musicais
| Parada (1987)                       | Melhor posição |
| ----------------------------------- | -------------- |
| Austrália (Kent Music Report)       | 81             |
| Países Baixos (Dutch Charts)        | 64             |
| Europa (Music & Media)              | 38             |
| Nova Zelândia (RMNZ)                | 20             |
| Suécia (Sverigetopplistan)          | 38             |
| Suíça (Schweizer Hitparade)         | 23             |
| Reino Unido (Official Albums Chart) | 5              |
| Estados Unidos (Billboard 200)      | 161            |